# فولدینگ ات هم
فولدینگ اَتْ هُم (به انگلیسی: Folding@home) (اختصاری FAH یا F@H)، یک پروژهٔ رایانش توزیع شده برای تحقیق دربارهٔ بیماری‌ها است. شبکهٔ «فولدینگ در خانه» از ۱ اکتبر ۲۰۰۰ در دانشگاه استانفورد آغاز شده‌است. این پروژه رایانش داوطلبانه و رایانش مشبک در حقیقت عمل شبیه‌سازی تاخوردن پروتئین‌ها و شبیه‌سازی طراحی برای تولید داروهای جدید و مؤثر برای درمان امراض سخت را انجام می‌دهد. این پروژه منابع استفاده نشده پردازنده‌ها در رایانه هزاران کاربر داوطلب را در سراسر دنیا که نرم‌افزار کم‌حجم این پروژه را نصب نموده‌اند به خدمت می‌گیرد. نصب نرم‌افزار پروژه به دلیل استفاده از منابع بدون استفادهٔ سیستم، هرگز با فعالیت‌های کاربر و استفادهٔ او از رایانه‌اش اختلال پیدا نمی‌کند.